# Ноктюрн в чёрном и золотом. Падающая ракета
«Ноктюрн в чёрном и золотом. Падающая ракета» (англ. Nocturne in Black and Gold – The Falling Rocket) — картина американского художника Джеймса Уистлера, написанная в 1875 году. Хранится в Детройтском институте искусств, США (инв. 46.309). Размер — 60,3 × 46,6 см. Впервые была выставлена в мае 1877 года в галерее Гросвенор, только открывшейся в Лондоне.
На картине изображён фейерверк над городским парком на фоне туманного ночного неба. Картина является одним из примеров художественной концепции «Искусство ради искусства», сформулированной Теофилем Готье и Шарлем Бодлером. Она стала одним из символов эстетического движения благодаря судебному процессу между Уистлером и влиятельным искусствоведом того времени Джоном Рёскиным.
Одна из многочисленных работ Уистлера из серии «Ноктюрны» и последняя из лондонских «Ноктюрнов». В настоящее время, рядом искусствоведов, признана выдающейся работой среднего периода Уистлера.

## Описание
Источником вдохновения для данной работы послужили сады Креморна — знаменитый развлекательный парк в Лондоне рядом с Темзой. Картина написана преимущественно в тёмных тонах трёх основных цветов: синего, зелёного и жёлтого. Но фейерверк и другие огни написаны светлыми цветами — оранжевым, красным, розовым, желтым и зеленым — энергичными мазками, имитирующими мимолетность огней.
Ограниченность используемой палитры создаёт приглушенную, но гармоничную композицию. Вздымающийся дым позволяет зрителю увидеть чёткую границу между водой и небом, но постепенно, в направлении верхней части картины, эта граница размывается в связное и мрачное пространство. Именно это сочетание дыма и тумана означает ракету из названия картины. Желтые мазки оживляют картину, обозначая взрывающиеся фейерверки в туманном воздухе. Присутствующие на картине фигуры людей почти прозрачны, а их формы упрощены. Слева написана подпись художника в манере японских гравюр: толстыми, прямыми мазками, имитирующими японскую каллиграфию. Более того, под влиянием японских художников, таких как Утагава Хиросигэ, Уистлер годами совершенствовал свою технику брызг. В конце концов он овладел навыком изображения предмета или человека при помощи, казалось бы, капли краски. Хотя критики Уистлера осудили его технику как безрассудную или лишенную художественных достоинств, но, что, примечательно — Уистлер проводил большую часть своего времени дотошно работая над деталями, часто заходя настолько далеко, что рассматривал свою работу через зеркала, чтобы не упустить ни одного недочёта.

## Концепция и теория
«Падающая ракета» сохраняет определённую степень насыщенности цвета, которая противопоставлена некоторой размытости изображённого пространства. Ноктюрны — серия картин, которая, согласно концепции художника, интерпретирует различные настроения, возникающие соответственно освещению в традиционном жанре "ночных сцен". Уистлер говорил, что используя термин ноктюрн, подсказанный его постоянным заказчиком Фредериком Лейландом, он хотел подчеркнуть универсальность картины, существующей вне конкретного места и события. Создавая картины, композиция, колорит и техника выполнения которых мало согласуется с повествовательными тенденциями живописи того времени, Уистлер подчёркивает существенное отличие живописи от литературы. Художник сосредоточен на цветовых эффектах как способе создания особенного настроения. Более того, в ноктюрне преобладает изображение не форм, а пространства — особое чувство пустоты, которое, кажется, возникает только в ночное время.
Как часть концепции «Искусство ради искусства», произведение живописи, по убеждению Уистлера, должно  вызывать сложные эмоции, выходящие за узкие рамки предметности изображения. Уистлер считал, что тончайшие переживания цвета и пространства можно вызвать только нюансами и ассоциациями цвета. Но подобные подходы не означают сокрытия «правды», а наоборот, служат средством обращения к более глубоким, скрытым чувствам воспринимающего живопись зрителя. Творческие усилия художника были направлены не на точную передачу изображаемого предмета, но представляют собой попытки уловить суть нематериального, личного и интимного момента. В картинах Уистлера нет действия, но есть состояние. Уистлер говорил
Если бы человек, рисующий только дерево, или цветок, или другой экстерьер, который он видит перед собой, был бы художником, то королём художников стал бы фотограф. Художник должен сделать что-то ещё
По сути, «Падающая ракета» — это синтез сцены с фейерверками в Лондоне. Как и другие его ноктюрны, картина должна рассматриваться как композиция, призванная вызывать особые ощущения у зрителей.

## Суд с Джоном Рёскиным
Искусствовед Джон Рёскин в одном из своих писем Fors Clavigera 2 июля 1877 года раскритиковал работу Уистлера, обвинив художника в неуважении к зрителю:
Несмотря на то, что я был наслышан о наглости кокни, однако, я не ожидал увидеть шута, который просит двести гиней за то, что тот плеснул ведро краски в лицо публике.
Резкая критика от ведущего искусствоведа викторианской эпохи вызвала бурю негодования у владельцев других работ Уистлера. Журналы и газеты подхватили негативный тон Рёскина. Достаточно быстро произведения художника стали непопулярны и начали плохо продаваться, что сказывалось на его финансовом благополучии.
28 июля 1877 года Уистлер подал в суд на Рёскина за клевету с требованием компенсации в 1000 фунтов и покрытия судебных издержек. На суде он просил жюри рассматривать картину не как традиционную живопись, а как художественную композицию. В своем объяснении Уистлер настаивал на том, что картина изображает фейерверк в садах Креморна. Во время суда сэр Джон Холкер, солиситор Рёскина, уточнил: «Не вид на Креморн?» на что Уистлер ответил: «Если бы это был вид —а, это, безусловно, не принесло бы зрителям ничего, кроме разочарования». Его объяснения композиции не убедили судью. Судебный процесс длился более года и финальные заседания состоялись 25 и 26 ноября 1878 года. Формально Уистлер одержал победу, но компенсация составила один фартинг. А после всех судебных издержек у него не осталось выбора, кроме как объявить о банкротстве. Впоследствии, Уистлер включил стенограмму суда в свою книгу «Изящное искусство создавать себе врагов», изданную в 1890 году.
Джон Рёскин не подозревал об идеях и теориях, положенных в основу создания картины. Он критиковал картины Уистлера задолго до суда, например, за четыре года до него он осудил искусство Уистлера как «абсолютный мусор». Существуют различные предположения о причинах негативного отношения Рёскина к работам Уистлера. По одной из версии Рёскин завидовал близким отношениям Уистлера с Чарльзом Хауэллом, известным арт-дилером, который часто помогал художнику деньгами, особенно это покровительство продолжилось после судебного разбирательства. Возможно, что еще одной причиной могло быть отсутствие у художника уважительного отношения к критике Рёскина. Но Уистлер был не единственным, кого беспокоили комментарии искусствоведа. Генри Джеймс был одним из тех, кто высказывался против критика, отмечая, что Рёскин, как искусствовед, начал переступать черту, становясь тираном — настолько, что привлечение его к суду за оскорбительные слова было встречено крайне одобрительно. Также было высказано предположение, что Рёскин страдал от синдрома CADASIL, и визуальные нарушения, вызванные этим состоянием, могли быть причиной его раздражения от этой конкретной картины. Но, конечно же, главной причиной конфликта стала неспособность Рёскина, вкусы которого формировались средневековым и раннеренессансным искусством, уловить новые тенденции в развитии изобразительного искусства, провозглашённые участниками эстетического движения и, позднее, составившие основу живописного символизма искусства модерна.